# Georges Barazer de Lannurien
Pour les articles homonymes, voir Barazer de Lannurien.
Georges Barazer de Lannurien (né le 16 décembre 1915 à Saint-Servan et mort le 1er mars 1988  à Clamart) est un militaire et résistant français ayant notamment commandé un bataillon de la Brigade Štefánik pendant la Seconde Guerre mondiale en Tchécoslovaquie.

## Biographie
Georges Barazer de Lannurien est né dans une famille d'ancienne bourgeoisie originaire de Bretagne. Son père, Émile Barazer de Lannurien (1876-1954), Saint-Cyrien, est général de division, grand-officier de la Légion d'honneur.  
Lui-même est Saint-Cyrien. Lieutenant lors de la Seconde Guerre mondiale, il est fait prisonnier par les Allemands, mais s'évade le 6 juillet 1942 de sa prison, l'oflag de Weidenau, en Silésie, en compagnie de Michel Bourel de La Roncière, rejoint les montagnes slovaques et prend, en tant que capitaine à titre provisoire, en 1944, le commandement du bataillon de partisans français engagés auprès des Slovaques et soutenus par les Soviétiques lors du soulèvement national slovaque. Le groupe de partisans, d'environ 250 personnes, est formé de prisonniers évadés, mais également de travailleurs français du STO évadés des usines d'armement allemandes. Ce groupe de partisans français faisait partie de la Brigade Štefánik. 
Georges Barazer de Lannurien a été cité à l'ordre de l'armée par le général de Gaulle et une stèle à Roscoff (où il est enterré) rappelle son engagement. Une école porte également son nom à Žilina, en Slovaquie.
Après la guerre, Georges Barazer de Lannurien devient attaché militaire à Budapest et travaille pour le SDECE. Dans les années 1960, dans un contexte de soupçons généralisés de trahison au profit des Soviétiques et de guerre intestine entre le SDECE et la DST, il est soupçonné d'être une « taupe » et exclu des services secrets. Il quitte ensuite l'armée pour travailler à la direction de Renault Véhicules industriels.
Georges Barazer de Lannurien a été décoré de la Légion d'honneur, au grade d'officier.

## Distinctions
- Officier de la Légion d'honneur[Quand ?]